# Paramecolabus figuratus
Paramecolabus figuratus es una especie de coleóptero de la familia Attelabidae.

## Distribución geográfica
Habita en la India.